# Quentin Jackson

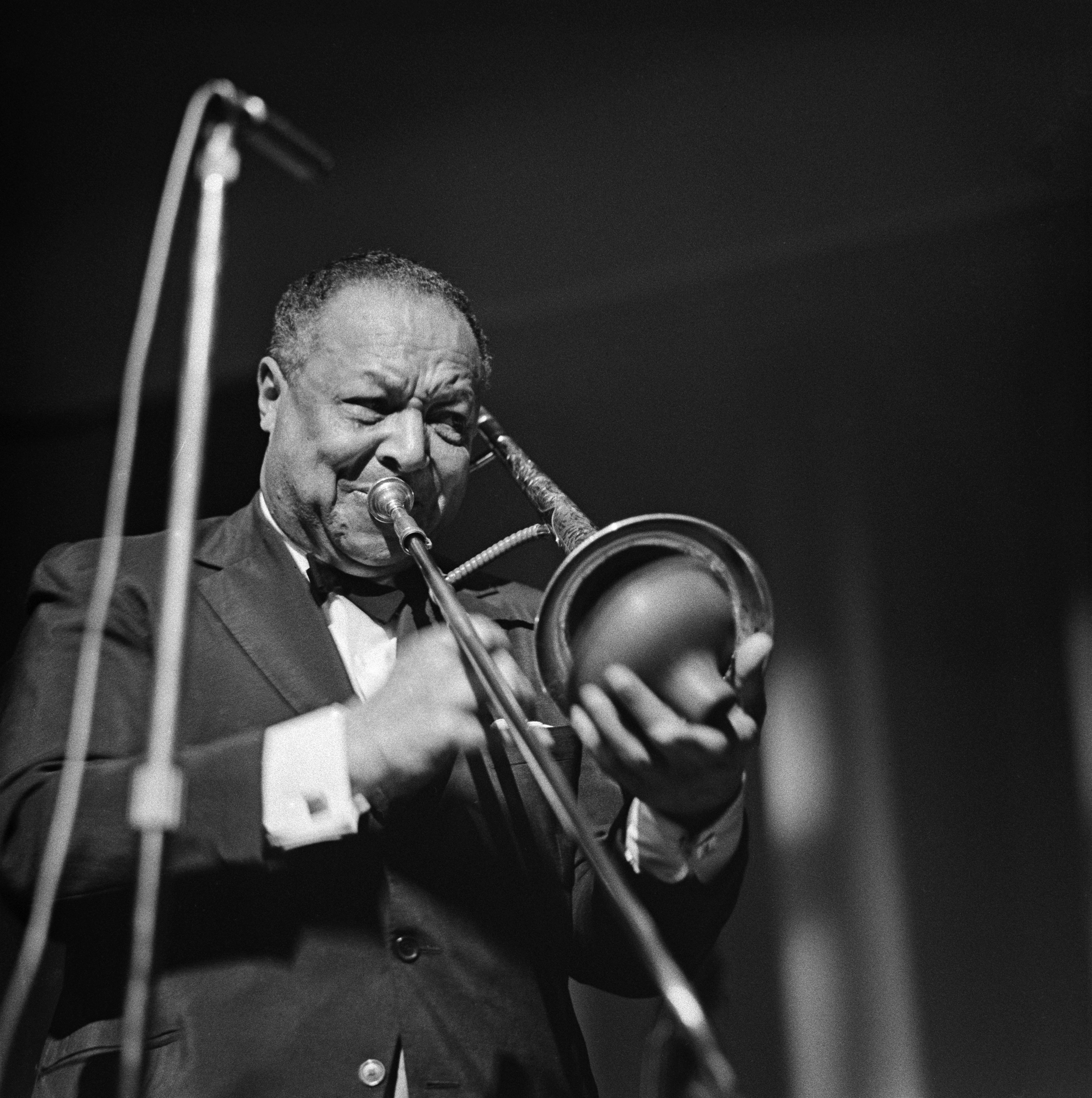
Quentin Leonard „Butter“ Jackson als Mitglied des Quincy Jones Orchesters (1960)

Quentin Leonard „Butter“ Jackson (* 13. Januar 1909 in Springfield/Ohio; † 2. Oktober 1976 in New York City) war ein US-amerikanischer Jazz-Posaunist.
Jackson erlernte das Posaunespiel von seinem Schwager Claude Jones. Er arbeitete 1930 mit Zack Whyte, 1931 mit McKinney’s Cotton Pickers, von 1932 bis 1940 mit Don Redman’s Orchestra, von 1940 bis 1948 mit Cab Calloway und dann mit Lucky Millinder.
Von 1949 bis 1960 arbeitete er als Solist und Bandmusiker mit Duke Ellington. Nach einer Europatournee mit der Quincy Jones Big Band spielte er 1961–62 mit Count Basie und spielte Aufnahmen mit Charles Mingus ein, nämlich die legendären Alben The Black Saint and the  Sinner Lady und Mingus Mingus Mingus Mingus Mingus (1963). Nach der Mitgliedschaft in den Bands von Louie Bellson und Gerald Wilson gehörte er von 1971 bis 1976 dem Thad Jones/Mel Lewis Orchestra an.

## Diskographie
- The Swingin’ Miss “D” mit Dinah Washington, 1956 (1998)
- Blue Gardenia mit Dinah Washington, (1995)
- Dinah Sings Bessie Smith mit Dinah Washington, 1956, 1957 (1999)
- Ellington at Newport 1956, Live At Newport 1958, The Cosmic Scene: Duke Ellington’s Spacemen (1958), Blues in Orbit, mit Duke Ellington (Columbia)
- Johnny Hodges With Billy Strayhorn & The Orchestra, 1961 (1999)
- Jazz masters 48 mit Oliver Nelson (Verve, 1962–67)
- The Black Saint And The Sinner Lady, Mingus Mingus, Mingus Mingus mit Charles Mingus, (Impulse! Records, 1963)
- Movin’ Wes mit Wes Montgomery, (Verve, 1963/1997)
- Quincy Jones Plays Hip Hits, 1963 (2004)
- Impressions: The Verve Jazz Sides mit Wes Montgomery, (Verve, 1964–1966, erschienen 1995)
- Peter & The Wolf mit Jimmy Smith, 1966 (1999)
- Blues: The Common Ground mit Kenny Burrell (Verve, 1967–68)
- Talkin’ Verve mit Shirley Scott, (Verve, 2001)
- Roll ’Em mit Shirley Scott, 1966 (2004)
- Ella Fitzgerald Sings The Duke Ellington Song Book, (Verve, 1957/1999)
- Ellington Is Forever mit Kenny Burrell (Fantasy, 1979)